# موجة الحر الهندية 2015
في شهري نيسان وأيار 2015 موجة حر اجتاحت البلاد وقتلت حوالي 1118 شخص في 26 مايو وارتفع الرقم إلى 1700 قتيل في 29 أيار / مايو 2015.
وأعلنت مصلحة الأرصاد الجوية الهندية أنها أصدرت تحذيرا من الحر الشديد بعدة ولايات حيث يتوقع أن تصل الحرارة إلى 45 درجة مئوية في الأيام القليلة المقبلة.
وتعتبر ولاية إندرا براديش جنوبي البلاد الأكثر تضررا، توفي 551 شخصاً خلال الأسبوع الأخير، بينما بلغت درجة الحرارة حوالي 47 درجة مئوية.
وتمت تعبئة مستشفيات الولاية للعناية بضحايا ضربات الشمس، بينما تدعو السلطات السكان إلى ملازمة منازلهم. وقد خلت شوارع حيدر آباد عاصمة الولاية من المارة.

## درجات الحرارة المسجلة في بعض المناطق
| التاريخ      | المكان                   | درجة الحرارة       |
| ------------ | ------------------------ | ------------------ |
| 21 مايو 2015 | جهرجودا                  | 45.4 °م (113.7 °ف) |
| 21 مايو 2015 | حيدر آباد                | 46 °م (115 °ف)     |
| 23 مايو 2015 | الله أباد                | 47.7 °م (117.9 °ف) |
| 24 مايو 2015 | خامام                    | 48 °م (118 °ف)     |
| 25 مايو 2015 | مطار انديرا غاندي الدولي | 46.4 °م (115.5 °ف) |
| 27 مايو 2015 | ميدينيناغار              | 47 °م (117 °ف)     |
| 29 مايو 2015 | بالامو                   | 47 °م (117 °ف)     |
| 29 مايو 2015 | شاندربور                 | 47.6 °م (117.7 °ف) |
| 30 مايو 2015 | ناغبور                   | 47.1 °م (116.8 °ف) |

## المناطق المتضررة
| الولاية       | عدد الوفيات | حتى          |
| ------------- | ----------- | ------------ |
| أندرا برديش   | 735 1       | 3 يونيو 2015 |
| تيلانغانا     | 585         | 3 يونيو 2015 |
| أوديشا        | 35          | 3 يونيو 2015 |
| أتر برديش     | 22          | 3 يونيو 2015 |
| بنغال الغربية | 13          | 3 يونيو 2015 |
| غوجارات       | 10          | 3 يونيو 2015 |
| ماديا براديش  | 10          | 3 يونيو 2015 |
| دلهي          | 5           | 3 يونيو 2015 |
| ماهاراشترا    | 2           | 3 يونيو 2015 |
| راجستان       | 2           | 3 يونيو 2015 |
| تشاتيسغار     | 1           | 3 يونيو 2015 |
| بهار          | 1           | 3 يونيو 2015 |
| كارناتاكا     | 1           | 3 يونيو 2015 |
| المجموع       | حوالي 500 2 | 3 يونيو 2015 |